# ガルドン川
ガルドン川（ガルドンがわ、Gardon）は、フランス南東部を流れる長さ127.4kmの川である。ローヌ川に流れ込む支流のひとつで、セヴェンヌ山脈に源を発している。かつてはガール川（Gard）とも呼ばれ、ガール県の語源になったが、現在ではその呼称は廃れてしまい、例外的にしか使われなくなっている。
ガルドン・ダレス川（Gardon d'Alès）とガルドン・ダンデューズ川（Gardon d'Anduze）の二つの支流から成り立っており、ネル市（Ners）で合流している。
ガルドン・ダンデューズ川はさらにサランドランク川（Salindrenque）、ガルドン・ド・サン＝ジャン＝デュ＝ガール川（Gardon de Saint-Jean-du-Gard）、ガルドン・ド・ミアレ川（Gardon de Mialet）の3つの川から成っている。3つのうち2つに「ガルドン」の名を冠している。そうした流域では「ガルドン」は町や村の名前にもなっている。
約70kmにわたってカヌーの航行が可能。流域にある古代ローマの水道橋（ポン・デュ・ガール）は、ユネスコの世界遺産に登録されている。また、流域には典型的な地中海地域の景観が見られ、低木林とセイヨウヒイラギガシ、ケルメスオークの森林が広がり、オフリス・スコロパクス、エジプトハゲワシ、ボネリークマタカ、ヨーロッパビーバー、ホウセキカナヘビなどが生息している。2015年に「ガルドン峡谷」はユネスコの生物圏保護区に指定された。